# Milena Rudnycka
Milena Rudnycka, ukr. Мілена Рудницька (ur. 15 lipca 1892 w Zborowie, zm. 29 marca 1976 w Monachium) – ukraińska działaczka polityczna i społeczna, dziennikarka, nauczycielka, działaczka Ukraińskiego Zjednoczenia Narodowo-Demokratycznego (UNDO). W latach 1928–1935 posłanka na Sejm RP II i III kadencji.

## Życiorys
Urodziła się w rodzinie inteligenckiej, ojciec Iwan Rudnycki był notariuszem, matka Ida ze Szpiglów pochodziła z galicyjskiej rodziny żydowskiej. Była nauczycielką szkół średnich, następnie w latach 1921–1928 wykładowcą na Wyższych Kursach Pedagogicznych we Lwowie. Była przewodniczącą Rady Głównej Związku Ukrainek we Lwowie, uczestniczką ukraińskiego kongresu kobiecego w Stanisławowie w 1934, członkinią Światowego Związku Ukrainek oraz organizacji „Drużyna kniahini Olhi”.
Była aktywistką UNDO. W latach 1928–1935, jako posłanka na polski Sejm, została członkiem komisji oświaty i spraw zagranicznych. Jako reprezentantka Ukraińskiej Reprezentacji Parlamentarnej składała w Lidze Narodów petycje, m.in. w sprawie pacyfikacji Małopolski Wschodniej w 1930 oraz zbrodni wielkiego głodu w USRR.
W latach 1936–1939 była członkiem prezydium ukraińskiego Komitetu Kontaktowego we Lwowie. W latach 1935–1939 redagowała dwutygodnik „Жінка”.
Po agresji ZSRR na Polskę i okupacji Lwowa przez Armię Czerwoną opuściła miasto wraz z synem, przechodząc na teren okupacji niemieckiej. Początkowo zatrzymali się w Krakowie, w lecie 1940 wyjechali do Berlina, następnie w 1943 do Pragi. Od 1945 przebywała na emigracji, początkowo w Feldkirch, a od 1946 w Genewie, gdzie wyjechała na zaproszenie Międzynarodowego Czerwonego Krzyża i w latach 1946–1950 była przewodniczącą Ukraińskiego Komitetu Pomocy. W latach 1950–1958 była współpracownikiem ukraińskiego dziennika „Swoboda” w Nowym Jorku, w latach 1956–1960 Radia Swoboda w Monachium. Mieszkała w Nowym Jorku, Rzymie i Monachium. W latach 1948–1950 była przedstawicielką Ukraińskiej Rady Narodowej w Szwajcarii.
Jej mężem był Pawło Łysiak, synem Iwan Łysiak-Rudnycki, bratem Iwan Kedryn-Rudnycki.
20 września 1997 jej prochy spoczęły na Cmentarzu Łyczakowskim.

## Literatura
- Kto był kim w Drugiej Rzeczypospolitej (redakcja naukowa Jacek M.Majchrowski przy współpracy Grzegorza Mazura i Kamila Stepana), Warszawa 1994, wyd. BGW, ISBN 83-7066-569-1 s. 417, biogram opracował Czesław Brzoza;
- Рудницька Мілена Іванівна w: Енциклопедія історії України: Т. 7. Редкол.: В. А. Смолій (голова) та ін. НАН України. Інститут історії України. – Київ 2010, Wyd. «Наукова думка». ISBN 966-00-0632-2 (ukr.)